# سنت‌-لوا،ان
سِنْتِ-لُوا (تلفظ فرانسوی: [sɛ̃.t‿elwa]) یک کمون در بخش ان (اوورنی-رون-آلپ) در شرق فرانسه است.